# Ameletus amador
Ameletus amador är en dagsländeart som beskrevs av Mayo 1939. Ameletus amador ingår i släktet Ameletus och familjen Ameletidae. Inga underarter finns listade i Catalogue of Life.